# Liste der Stolpersteine in Hamburg-Ohlsdorf
Die Liste der Stolpersteine in Hamburg-Ohlsdorf enthält alle Stolpersteine, die im Rahmen des gleichnamigen Kunst-Projekts von Gunter Demnig in Hamburg-Ohlsdorf verlegt wurden. Mit ihnen soll Opfern des Nationalsozialismus gedacht werden, die in Hamburg-Ohlsdorf lebten und wirkten.
Diese Seite ist Teil der Liste der Stolpersteine in Hamburg, da diese mit insgesamt 7139 (Stand: März 2025) Steinen zu groß würde und deshalb je Stadtteil, in dem Steine verlegt wurden, eine eigene Seite angelegt wurde.
| Adresse                           | Person(en)                 | Inschrift mit Ergänzungen | Bilder                                      | Anmerkung |
| --------------------------------- | -------------------------- | --- | ------------------------------------------- | --- |
| Fuhlsbüttler Straße 668 ·         | Fanny Berlin geb. Meyer    | Hier arbeitete Fanny Berlin geb. Meyer Jg. 1878 deportiert 1941 Riga-Jungfernhof ermordet                                                                                         | Stolperstein für Fanny Berlin               | Eintrag auf stolpersteine-hamburg.de Ein weiterer Stolperstein befindet sich in Hamburg-Harvestehude.               |
| Fuhlsbüttler Straße 669 ·         | Oscar Chassel              | Hier wohnte Oscar Chassel Jg. 1881 Umzug Sommer 1939 Polen eingewiesen 1940 Ghetto Warschau Majdanek ermordet 1942                                                                | Stolperstein für Oscar Chassel              | Eintrag auf stolpersteine-hamburg.de                                                                                |
| Ilandkoppel 68 ·                  | Rolf Menco                 | Hier wohnte Rolf Menco Jg. 1938 deportiert 1943 Theresienstadt 1944 Auschwitz ermordet                                                                                            | Stolperstein für Rolf Menco                 | Eintrag auf stolpersteine-hamburg.de                                                                                |
| Ilandkoppel 68 ·                  | Siegmund Falkenthal        | Hier wohnte Siegmund Falkenthal Jg. 1877 deportiert 1942 Auschwitz ermordet | Stolperstein für Siegmund Falkenthal        | Eintrag auf stolpersteine-hamburg.de                                                                                |
| Ilandkoppel 68 ·                  | Lisa Menco geb. Matthias   | Hier wohnte Lisa Menco geb. Matthias Jg. 1918 deportiert 1943 Theresienstadt 1944 Auschwitz ermordet                                                                              | Stolperstein für Lisa Menco                 | Eintrag auf stolpersteine-hamburg.de                                                                                |
| Ilandkoppel 68 ·                  | Reha Menco                 | Hier wohnte Reha Menco Jg. 1942 deportiert 1943 Theresienstadt 1944 Auschwitz ermordet                                                                                            | Stolperstein für Reha Menco                 | Eintrag auf stolpersteine-hamburg.de                                                                                |
| Ilandkoppel 68 ·                  | Manfred Menco              | Hier wohnte Manfred Menco Jg. 1910 deportiert 1943 Theresienstadt 1944 Auschwitz ermordet                                                                                         | Stolperstein für Manfred Menco              | Eintrag auf stolpersteine-hamburg.de                                                                                |
| Justus-Strandes-Weg 4 ·           | Otto Hertmann              | Hier wohnte Otto Hertmann Jg. 1890 deportiert 1941 Minsk ermordet 18.11.1944 | Stolperstein für Otto Hertmann              | Eintrag auf stolpersteine-hamburg.de                                                                                |
| Redderplatz 16 ·                  | Philip Meyer               | Hier wohnte Philip Meyer Jg. 1863 deportiert 1942 Theresienstadt ermordet 5.11.1942                                                                                               | Stolperstein für Philip Meyer               | Eintrag auf stolpersteine-hamburg.de                                                                                |
| Suhrenkamp 98 ·                   | Jasper Holtmann            | Hier wohnte Jasper Holtmann Jg. 1904 verhaftet KZ Fuhlsbüttel Flucht in den Tod 19.1.1939                                                                                         | Stolperstein für Jasper Holtmann            | Eintrag auf stolpersteine-hamburg.de wurde ausgetauscht (vorheriger Stein)                                          |
| Suhrenkamp 98 ·                   | Harald Kosmo               | Harald Kosmo Jg. 1919 im Widerstand verhaftet 21.3.1941 Svolvaer Lofoten verurteilt 6.5.1941 Kriegsgericht Oslo Zuchthaus Fuhlsbüttel entlassen 21.10.1942 tot 23.10.1942 Hamburg | Stolperstein für Harald Kosmo               | Eintrag auf stolpersteine-hamburg.de                                                                                |
| Suhrenkamp 98 ·                   | Oskar Neeth                | Oskar Neeth Jg. 1908 verhaftet 1938 KZ Fuhlsbüttel Neuengamme tot 23.5.1943 | Stolperstein für Oskar Neeth                | Eintrag auf stolpersteine-hamburg.de                                                                                |
| Suhrenkamp 98 ·                   | Hanka Scira                | Hier inhaftiert Hanka Scira Jg. 1913 Polen Zwangsarbeit verhaftet 1943 Gefängnis Fuhlsbüttel 1944 Ravensbrück Schicksal unbekannt                                                 | Stolperstein für Hanka Scira                | Eintrag auf stolpersteine-hamburg.de                                                                                |
| Suhrenkamp 98 ·                   | Teressa Scira              | Teressa Scira geb. 25.12.1943 Frauenklinik Finkenau tot 27.12.1943 | Stolperstein für Hanka Scira                | Eintrag auf stolpersteine-hamburg.de                                                                                |
| Wasserkamp ·                      | Wassili Efimow             | Hier interniert Zwangsarbeiterlager Wasserkamp Wassili Efimow geb. 1921 ermordet 12.4.1944                                                                                        | Stolperstein für Wassili Efimow             | Eintrag auf stolpersteine-hamburg.de                                                                                |
| Wasserkamp ·                      | Valerin Golubew            | Hier interniert Zwangsarbeiterlager Wasserkamp Valerin Golubew geb. 8.1.1944 ermordet 21.3.1944                                                                                   | Stolperstein für Valerin Golubew            | Eintrag auf stolpersteine-hamburg.de                                                                                |
| Wellingsbütteler Landstraße 110 · | Elsbeth Marie Horschitz    | Hier wohnte Elsbeth Marie Horschitz Jg. 1895 deportiert 1941 Łodz ??? | Stolperstein für Elsbeth Marie Horschitz    | Eintrag auf stolpersteine-hamburg.de                                                                                |
| Wellingsbütteler Landstraße 110 · | Gertrud Emma Horschitz     | Hier wohnte Gertrud Emma Horschitz Jg. 1894 deportiert 1941 Łodz ermordet 20.4.1942                                                                                               | Stolperstein für Gertrud Emma Horschitz     | Eintrag auf stolpersteine-hamburg.de                                                                                |
| Wellingsbütteler Landstraße 165 · | Dora Canepa geb. Röhmann   | Hier wohnte Dora Canepa geb. Röhmann Jg. 1887 verhaftet 1944 Ravensbrück ermordet 3.1.1945                                                                                        | Stolperstein für Dora Canepa                | Eintrag auf stolpersteine-hamburg.de Stolperstein liegt vor Haus Nr. 165a                                           |
| Wellingsbütteler Landstraße 165 · | Martin Röhmann             | Hier wohnte Martin Röhmann Jg. 1876 Flucht in den Tod 3.9.1942 | Stolperstein für Martin Röhmann             | Eintrag auf stolpersteine-hamburg.de Stolperstein liegt vor Haus Nr. 165a                                           |
| Wellingsbütteler Landstraße 165 · | Anna Röhmann geb. Cossmann | Hier wohnte Anna Röhmann geb. Cossmann Jg. 1866 deportiert 1942 Theresienstadt Minsk ???                                                                                          | Stolperstein für Anna Röhmann geb. Cossmann | Eintrag auf stolpersteine-hamburg.de Stolperstein liegt vor Haus Nr. 165a                                           |
| Wellingsbütteler Landstraße 165 · | Amalie Röhmann geb. Segall | Hier wohnte Amalie Röhmann geb. Segall Jg. 1852 deportiert 1943 Theresienstadt tot 15.9.1943                                                                                      | Stolperstein für Amalie Röhmann geb. Segall | Eintrag auf stolpersteine-hamburg.de Stolperstein liegt vor Haus Nr. 165a                                           |
| Wellingsbütteler Landstraße 165 · | Elisabeth Mansfeld         | Hier wohnte Elisabeth Mansfeld Jg. 1920 deportiert 1941 ermordet in Riga | Stolperstein für Elisabeth Mansfeld         | Eintrag auf stolpersteine-hamburg.de                                                                                |
| Wellingsbütteler Landstraße 186 · | Ernst Mittelbach           | Hier wohnte Ernst Mittelbach Jg. 1903 verhaftet 1942 KZ Fuhlsbüttel hingerichtet 26.6.1944                                                                                        | Stolperstein für Ernst Mittelbach           | Eintrag auf stolpersteine-hamburg.de Weitere Stolpersteine befinden sich in Hamburg-Borgfelde und Hamburg-Neustadt. |
| Wellingsbütteler Landstraße 243 · | Heinz Priess               | Hier wohnte Heinz Priess Jg. 1920 verhaftet 1942 und 44 hingerichtet 12.3.1945 Zuchthaus Brandenburg-Görden                                                                       | Stolperstein für Heinz Priess               | Eintrag auf stolpersteine-hamburg.de                                                                                |